# Prozopografia
Prozopografia – metoda badań historycznych polegająca na zbiorczej analizie danych dotyczących przedstawicieli określonej grupy (przede wszystkim elit politycznych i społecznych); nauka pomocnicza historii zajmująca się identyfikacją człowieka w społeczeństwie, śledzeniem jego związków rodzinnych, rodowych, towarzyskich i społecznych w aspekcie kariery, prowadzącej do posiadania i wykonywania władzy w tymże społeczeństwie.

## Definicja
Nazwa prozopografia wywodzi się z greckiego prósopon = osoba i grafe = piszę. Jest odrębną dyscypliną pomocniczą historii.

## Przedmiot badań
Przedmiotem prozopografii jest identyfikacja człowieka w masie społeczeństwa, śledzenie jego związków rodzinnych, rodowych, towarzyskich i społecznych, zawsze w aspekcie kariery, prowadzącej do posiadania i wykonywania władzy w tymże społeczeństwie. Zatem niekiedy głównym celem tych badań staje się proces kreacji struktury władzy. Jednakże nie chodzi tutaj o badanie indywidualnych przypadków. Prozopografia bada ich określoną liczbę ludzi, zarówno jednostek, jak ich zbiorów, takich jak rodzina, ród, określeni urzędnicy, grup o określonym statusie społeczno-prawnym (np. profesorowie akademiccy), w celu uzyskania odpowiedzi na pytanie o wspólne prawidłowości postępowania. Prozopografia interesuje się także instytucjami władzy zarówno świeckiej, jak i kościelnej i ich personalną obsadą oraz osobami kontrolującymi te grupy lub ich kontrpartnerami. Prozopografia bowiem stwarza możliwości docierania do anonimowego społeczeństwa i w tej mierze rokuje poważne nadzieje dla genealogii.
Stosowana jest zwłaszcza przez badaczy historii politycznej (np. badania nad parlamentarzystami) i społecznej (studia poświęcone duchownym, przedstawicielom wybranych grup zawodowych), wiąże się też często z badaniami genealogicznymi. Metoda ta pozwala na opis wspólnych cech badanej grupy, powiązań między jej członkami, określenie modeli karier, wyróżnienie występujących w jej ramach podgrup. Cechami najczęściej branymi pod uwagę w analizie prozopograficznej są między innymi:
- pochodzenie,
- wykształcenie,
- stan majątkowy,
- kolejne szczeble kariery,
- zawierane związki małżeńskie.

## Rozwój badań prozopograficznych
Prozopografia rozwinęła się na gruncie historii starożytnej i średniowiecznej. Ważną rolę odegrały ustalenia biograficzne, a tym samym metoda ma wiele cech wspólnych z badaniami genealogicznymi. W genealogii i jej metodach zdają się także tkwić inspiracje prozopografii. Skoro zasób źródeł, którymi zwykła dysponować genealogia dla okresów wcześniejszych, jest niepełny i wręcz szczątkowy, należało szukać takich rozwiązań metodycznych, które dawałyby odpowiedź na te pytania stawiane także w wyniku zastosowania metod z dziedziny genealogii. Duży wpływ na rozwój nauki miał kryzys genealogii po drugiej wojnie światowej jak również generalny zwrotu ku historii społecznej. W tym kontekście należy widzieć narodziny prozopografii jako metody. W historiografii niemieckiej zastąpiła ona tzw. Familienforschung czy Sippenforschung.